# Hande Yener
Hande Yener (født 12. januar 1973 i Istanbul, Tyrkiet) er en tyrkisk pop og elektronisk musik sangerinde, sangskriver og musikproducer.

## Diskografi

### Album
- Senden İbaret (2000)
- Extra (2001)
- Sen Yoluna... Ben Yoluma... (2002)
- Aşk Kadın Ruhundan Anlamıyor (2004)
- Apayrı (2006)
- Hande Maxi (2006)
- Nasıl Delirdim? (2007)
- Hipnoz (2008)
- Hayrola? (2009)
- Hande'ye Neler Oluyor? (2010)
- Hande'yle Yaz Bitmez (2010)
- Teşekkürler (2011)

### Singler
- "Yalanın Batsın" (2000)
- "Bunun Adı Ayrılık" (2000)
- "Yoksa Mani" (2000)
- "Sen Yoluna... Ben Yoluma..." (2002)
- "Şansın Bol Olsun" (2002)
- "Evlilik Sandalı"(2003)
- "Küs" (2003)
- "Acele Etme" (2004)
- "Kırmızı" (2004)
- "Acı Veriyor" (2005)
- "Armağan" (2005)
- "Hoşgeldiniz" (2005)
- "Bu Yüzden" (2005)
- "Kelepçe" (2006)
- "Aşkın Ateşi" (2006)
- "Kim Bilebilir Aşkı" (2006)
- "Kim Bilebilir Aşkı (New Version)" (2006)
- "Biraz Özgürlük" (2006)
- "Kibir" (2007)
- "Romeo" (2007)
- "Yalan Olmasın" (2008)
- "1 Yerde"(2008) ft. Kemal Doğulu
- "Hipnoz" (2008)
- "Hayrola?" (2009)
- "Sopa&Yasak Aşk" (2010)
- "Bodrum" (2010)
- "Uzaylı" (2010)
- "Çöp" (2010)
- "Atma" (2011) ft. Sinan Akçıl
- "Bana Anlat" (2011)
- "Unutulmuyor" (2012)
- "Teşekkürler" (2012) ft. Sinan Akçıl
- "Havaalanı" (2012)
- "Rüya" (2012) ft. Seksendört